# Kettős betűvel egybeeső betűegyüttest tartalmazó magyar szavak listája
Ezen az oldalon olyan magyar szavak szerepelnek, amelyek nem olvashatók ki egyértelműen a betűiknek a kettős betűkkel való egybeesése miatt. Ezek a szavak annyiban egyedülállóak, hogy helyes kiejtésük csak jelentésük (de legalábbis alaktani felépítésük) ismeretében lehetséges. A magyarul tanulókat ily módon könnyen megtéveszthetik, de a kevésbé ismert szavak (pl. ruggyanta, podzol) akár a magyar anyanyelvűeknek is gondot okozhatnak.
Az érintett szavak betűrendbe soroláskor is gondot okozhatnak, mivel a magyar nyelvű szövegekben a kettős betűket elemeik szerint kell sorba rendezni. A programok ugyanis legtöbbször nincsenek tekintettel arra, hogy pl. a g + gy‑t tartalmazó meggyőződés szónak meg kell előznie a két gy egyszerűsítéséből származó ggy‑t tartalmazó meggyfa szót. Bővebben l. alább.

## A lehetséges esetek listája példákkal
| Tényleges alkotóelemek | Látszólagos kettős betű | Példák |
| ---------------------- | ----------------------- | --- |
| C + CS                 | ccs                     | arccsont, érccsap, filccsík, gerinccsont, harccselekmény, kóccsomó, léccsavar, luccsapolás, malaccsászár, malaccsontenyv, piaccsarnok, tánccsapat, vezérműlánccsere |
| C + H                  | ch                      | gerinchúr, gerinchálózat, harminchat, lelencház, malachús, perechalom, tánchelyiség - Lánchíd; Jichák (izraeli keresztnév) |
| C + S                  | cs                      | akácsaláta, akácsarj, akácsor, akácsövény, arcseb, arcsimogatás, bohócsapka v. bohócsipka, bohócsmink, boncsegéd, dúcsor, dúcsüveg, ecstasy, ércsisak, filcsapka, filcsáv, gerincsebész, gerincsérv, harcsátor, harcsisak, harcstílus, harmincsok (éves), ketrecsarok, kócspulni, kócsűrűség, korcsimítás, kudarcsorozat, kvarcsalak, láncsamponozó, láncsikáló, láncsisak, láncspray, láncsúroló, láncsuvikszoló, lazacsaláta, lazacsonka, lécsík, lécsimító, malacsivítás, malacsonka, malacsült, malacsütés, matracsír, matracstúdió, neccsál, nyápicsors, pácsó, perecsütő, piacsor, piacsöprés, piacspecifikus, piacstabilizáló, polcsín, polcsor, porcsejt, porcsérülés, porcsérv, porcsín, ráncsimítás, struccsajt, struccsült, táncsátor, táncshow, táncsiker, táncsor, táncstúdió, táncsuli, tornácsarok, vigécsereg, zománcserleg - nyolc-, kilenc- és harminc- előtagúak (nyolcsebességes stb.) - egybeesések a -ság/-ség végződésnél (bohócság, gyíkarcság, igricség, ínyencség, kovácstanoncság, kurucság, különcség, labancság, malacság, proccság, rácság, vadócság, virgoncság stb.) |
| C + SZ                 | cs + z                  | akácszínű, arcszín, arcszőrzet, bohócszolgálat, boncszike, dacszövetség, darócszövet, hastáncsztár, Heccszínház, kudarcszéria, láncszakadás, láncszem, lazacszelet, lazacszezon, lazacszínű, lazacszósz, malacszem, malacszemű, matracszaküzlet, matracszövet, párducszökellés, piacszabályozás, piacszakosodás, piacszegmentáció, piacszerkezet, polcszeg, polcszél, polcszerelés, polcszerviz, porcszövet, pörcszeletelés, stancszerszám, táncszínház, táncszőnyeg - nyolc-, kilenc- és harminc- előtagúak (nyolcszor(os) / kilencszer(es) / harmincszor(os), ‑szintes, ‑személyes stb., valamint nyolcszáz és kilencszáz) - -szerű végűek (kócszerű, kredencszerű, kukacszerű, malacszerű, neccszerű, pörcszerű stb.) - Turócszentmárton, Vácszentlászló |
| CS + Z                 | c + sz                  | bakancszokni, dicszene, kavicszátony, kavicszúzalék, kulcszárszerviz, kulcszörgés, narancszárlat, szivacszokni, szörcszörej, sztreccszokni |
| D + DZS                | ddzs                    | náddzsungel |
| D + Z                  | dz                      | évadzáró, földzárlat, hídzár, kardzörej, nádzörgés, podzol, vadzab |
| D + ZS                 | dzs                     | hódzsír, kardzseb, nádzsalu, térdzsába, térdzsámoly, tweedzsakett, vadzsálya |
| DZS + Z                | dz + sz                 | Madzszar (település Jemenben) |
| G + GY                 | ggy                     | anyaggyűjtés, bélyeggyűjtemény, foggyökér, gyurgyalaggyűrűzés, ideggyenge, országgyűlés, ruggyanta, újsággyűjtemény, üveggyöngy - meg- igekötős igék és ezek származékai (meggyalul, meggyón, meggyőződés, meggyűrűzés stb.) - felsőfokú melléknevek (leggyakoribb, leggyérebb, leggyorsabb stb.) |
| L + LY                 | lly                     | nyúllyuk |
| N + NY                 | nny                     | agyonnyom, kamionnyi, kétszínnyomás, különnyomat, leguánnyál, magánnyomozó, magánnyugdíjpénztár, szezonnyitó, tizennyolc |
| S + SZ                 | ssz                     | adásszünet, előírásszerű, fagyosszentek, farkasszőr, fosszagú, hajlásszög, hasszorító, hatásszünet, hússzállítmány, karosszék, késszett, kisszoba, küszködésszerű, lakásszentelő, mellkasszőrzet, mozgásszabadság, munkásszállás, művelődésszervező, óriásszív, ősszabály, ősszülő, rendeltetésszerű, résszigetelés, résszívó, ruhásszekrény, sasszárny, sasszem, sasszinkron, szarvasszőr, szódásszifon, szólásszabadság, tigrisszar, tudásszomj, ugrásszerű, vallásszabadság, városszépítő, vasutassztrájk, vasszeg v. vasszög, versszerelem, világosszürke - Rákosszentmihály, Pilisszentkereszt (+ Pilisszántó, Pilisszentiván, Pilisszentlélek, Pilisszentlászló), Vámosszabadi |
| S + Z                  | sz                      | adászavar, alvászavar, borszabáló, cukroszacskó, csipszeszacskó, evészavar, foszöld, fúvószenekar, gyalogoszóna, gyorszár, hallászavar, haragoszöld, húszabáló, húszamat, hűtészaj, identitászavar, írászavar, kékeszöld, készaj, készörgés, kiszerge, kiszongora, konfliktuszóna, kopogászaj, látászavar, lépészaj, leveszöldség, mágneszár, mikulászacskó, munkászakó, munkászokni, nádaszugi, nyílászáró, orgazmuszavar, őszombi, plüsszebra, plüsszokni, réteszabálás, ritmuszavar, ropiszacskó, sárgászöld, szívritmuszavar, tapszene, társzenekar, tejeszacskó, tojászápor, törészóna, töviszanót, trappolászörej, ülészáró, ütészápor, ütőszenekar, városzaj, vaszabla, vécéöblítészaj, verszene, világoszöld, viselkedészavar, vonószenekar - Halaszug, Kiszombor, Kiszugló; Windowszal |
| S + ZS                 | sz + s                  | bakfiszsúr, birszselé, kakaszsír, karniszsanér, köntöszseb, orgazmuszselé, őszsurló, pénzeszsák, rénszarvaszsír, részselé, sertészsír, szárnyaszsír, szemeteszsák, vizeszsemle - a -zsák összetételei (almoszsák, cementeszsák, diószsák, gabonászsák, krumpliszsák, liszteszsák, mikulászsák, oviszsák, rongyoszsák, ruhászsák, sitteszsák, sóderoszsák, szeneszsák, szennyeszsák, uzsiszsák/uzsonnászsák stb.) |
| SZ + S                 | s + zs                  | buszsáv, buszsofőr, díszsárkány, díszsírhely, díszsortűz, díszsügér, észsanyargatás, galluszsav, gipszstukkó, gipszsün, halászsajka, halászsas, hangyászsün, horgászsámli, horgászsiker, kolbászsütő, olaszsáska, penészsáv, pluszsebesség, popzenészséró, poroszsüveg, rekeszsérv, részsiker, részsírhely, részstratégia, szobrászsereg, teniszsalak, teniszsiker, utászsátor, vadászsíp, vadászsipka, vadászsólyom, vészsüllyedés - egybeesések a -ság/-ség végződésnél (egészség, gonoszság, készség(es), komiszság, merészség, ravaszság, ügyészség stb.) - Jászság |
| T + TY                 | tty                     | póttyúk (az elveszett helyett) |
| T + Y                  | ty                      | négyzetyard |
| Z + S                  | zs                      | alvázstruktúra, borzsikoly, bronzsiker, bronzsisak, csontvázsovány, dizőzsors, dobozsonka, egyházsokkoló, eszközsor, fűzsöprű, gázsparhelt, gázspray, gázstop, gázsugár, gázsütő, gézsál, gézsáv, gőzseprű, gőzsikló, gőzsíp, gőzsivítás, gőzsugár, gőzsűrűség, grízsütemény, házsarok, házsor, házsüllyedés, herevízsérv, hiúzsonka, ízspektrum, kalózsátor, kézsebesség, kézsebész, kézsérülés, kézsikálás, közsétány, lázstagnálás, lemezskálás, masszőzsors, matrózsapka, matrózsíp, mázsimító, mézsárga, mézsavanyító, mézsör, mézsűrűség, mongúzsült, nehézselyem, nehézsúly, nemezsapka, nemezsüveg, őzsaláta, őzsíp, őzsör, őzsörét, őzsuta, őzsült, pénzsóvár, pénzstabilitás, remízsarok, rézsaroglya, rézserpenyő, rézsikló, rézsín, rézsíp, rézsó, rézspray, szervizsín, szűzsereg, szűzsült, tűzsárkány, tűzsebesség, vázsérülés, vitézsors, vízsajtó, vízsebesség, vízsérv, vízsodrás, vízsóvár, vízsugár - tíz- előtagúak (tízsávos stb.) - egybeesések a -ság/-ség végződésnél (ádázság, gazság, igazság, község, nehézség, precízség, szárazság, torzság, vitézség stb.)            |
| Z + SZ                 | zs + z                  | borzszag, borzszőr, bűzszivárgás, egyházszolga, fruktózszirup, gázszállítás, gázszámla, gázszerelő, gázszivárgás, glükózszirup, házszám, házszentelő, hiúzszemű, ízszállító, ízszörnyűség, kézszárító, kézszorítás, közszauna, közszeméremsértés, közszemlére, közszféra, közszolgálati, lemezszerződés, lemezszigetelés, mézszirup, mezszponzor, őzszar, pénzszállító, pénzszámoló, pénzszerzés, pénzszórás, pénzszűke, rajzszakkör, rajzszög, rézszál, rézszegecs, rézszelep, rézszerelvény, rézszínű, szervizszerződés, sztriptízszám, türkizszínű, tűzszakasz, tűzszemű, tűzszerész, tűzszünet, vázszabály, vázszerkezet, vízszagú, vízszámla, vízszerelő, vízszigetelés, vízszint, vízszivárgás, vízszivattyú, vízszűrő - tíz- és száz- előtagúak (tíz-/százszemélyes, tízszer/százszor stb., valamint százszorszép) - -szerű végűek (cellulózszerű, csirizszerű, csontvázszerű, dobozszerű, özönvízszerű stb.) |
| Z + ZS                 | zzs                     | mézzselé, vízzsák |
| ZS + Z                 | z + sz                  | ánizszöld, rizszápor, rizszöldje, törzszászlós |

## A fentiek ellentéte: kettős betűként olvasandó, eltéveszthető betűegyüttesek
- karosszéria (nem s + sz)
- malachit (nem c + h)
- Házsongárd (nem z + s)

## Nem összetéveszthető, de kevésbé könnyen olvasható betűegyüttesek
| Alkotóelemek | Példák |
| ------------ | --- |
| SZ + SZ      | bambuszszár, díszszatyor, díszszázad, díszszegély, díszszemle, horgászszék, közgazdászszakma, mészszivacs, részszámla, teraszszigetelés, viaszszagú                                                                                |
| SZ + Z       | díszzacskó; Szászzalatna |
| SZ + ZS      | díszzsebkendő, díszzsinór, horgászzsámoly, kókuszzsír, krampuszzsák, vadászzsákmány; Szászzsombor |
| SSZ + Z      | dzsesszzenész |
| ZS + ZS      | darázszsongás, rozszsemle, rozszsemlye, Varázszsugor |
| C + ZS       | arczsába |
| CS + C       | gyümölcscentrifuga |
| CS + CS      | kulcscsomó, kulcscsont |
| CS + S       | Karancsság, mézeskalácssütés, narancssárga, narancssaláta, szarvasagancssó, szendvicssonka, szendvicssütő |
| CS + SZ      | barkácsszakkör, barkácsszaküzlet, becsszó, dicsszó, háncsszatyor, háncsszerpentin, kavicsszita, kulcsszó, kullancsszövetség, mézeskalácsszív, narancsszósz, szegecsszámláló, szendvicsszerkezetű, szivacsszett, tüdőcsúcsszárazság |
| CS + ZS      | gyümölcszselé, habarcszsák, meccszsuga, narancszselé, szakácszseni |
| S + CS       | kiscsávó |
| SZ + CS      | díszcsomagoló, halászcsalád |
| ZS + SZ      | montázsszerű, rizsszalma, rizsszelet, rizsszórás, rozsszalma, rúzsszín, varázsszék |
| GY + GY      | Nagygyimót |

## Többszörösen zavart okozó szavak
- sertésszűzsült (s+sz és z+s)
- rézszegecszsír (z+sz és cs+zs)

## Kétféleképpen olvasható szavak
- részsír (’a sírnak egy része’, illetve ’résbe való zsír’)
- lécsík (’a lécnek a síkja’, illetve ’a léből egy csík’)
- porcsín (’porchoz való sín’, illetve ’a por mintázatának csinossága’)
  - vö. még porcsin (növény)
- haszene (’zsidó házasságkötés’, illetve ’hassal keltett zene’)
- meggyón (’bűnt megvall’, illetve ’meggyszínűre festett ón; meggyfák jelölésére használt ón’)

## Gyakorlati jelentősége
Az AkH.12 14. b) pontja kimondja:
A többjegyű betűk kettőzött változatait sohasem az egyszerűsített alakok szerint soroljuk be a betűrendbe, hanem a megkettőzött betűt mindig két külön betűre bontjuk, s így soroljuk a szót a megfelelő helyre. (Vagyis: ccs = cs + cs; ggy = gy + gy; ddzs = dzs + dzs; stb.)
Ennek megfelelően a kaszinó például megelőzi a kassza szót (hiába következik később a 4. helyen álló z, mint az s, az összevont alakú sz-et tekintjük 4. betűnek, ami szükségképpen megelőzi a z-t). Ez olykor a fenti eseteknél is releváns lehet betűrendbe soroláskor. A meggyőződés szónak például meg kell előznie a meggyfa szót (dacára annak, hogy a 6. helyen álló ő követi a betűrendben az f-et), hiszen a meggyfa harmadik betűjének a gy-t kell tekintenünk, amely a g után áll az ábécében. A szövegszerkesztő programok nem feltétlenül ismerik fel ezeket a szóösszetételeket, így magyar nyelvű szövegrészek sorba rendezésekor az érintett szavak sorrendjét – jobb híján – kézzel szükséges javítani.